# 新渊市
新渊市（越南语：／）是越南平阳省下辖的一個省辖市。

## 地理
新渊市东接同奈省永久县，西接土龙木市和𤅶葛市，南接以安市和顺安市，东南接同奈省边和市，北接北新渊县。

## 历史
2013年12月29日，新渊县以渊兴市镇、新福庆市镇、泰和市镇3市镇和盛福社、新合社、庆平社、会义社、永新社、富政社、新永合社、盛会社、白藤社9社析置新渊市社，剩余区域改名为北新渊县；渊兴市镇改制为渊兴坊，新福庆市镇改制为新福庆坊，泰和市镇改制为泰和坊，盛福社改制为盛福坊，新合社改制为新合坊，庆平社改制为庆平坊。
2018年10月24日，新渊市社被评定为三级城市。
2020年1月10日，永新社改制为永新坊，富政社改制为富政坊，新永合社改制为新永合坊，会义社改制为会义坊。
2023年2月13日，越南国会常务委员会通过决议，自2023年4月10日起，新渊市社改制为新渊市。

## 行政区划
新渊市下辖10坊2社，市人民委员会位于渊兴坊。
- 会义坊（Phường Hội Nghĩa）
- 庆平坊（Phường Khánh Bình）
- 富政坊（Phường Phú Chánh）
- 新合坊（Phường Tân Hiệp）
- 新福庆坊（Phường Tân Phước Khánh）
- 新永合坊（Phường Tân Vĩnh Hiệp）
- 泰和坊（Phường Thái Hòa）
- 盛福坊（Phường Thạnh Phước）
- 渊兴坊（Phường Uyên Hưng）
- 永新坊（Phường Vĩnh Tân）
- 白藤社（Xã Bạch Đằng）
- 盛会社（Xã Thạnh Hội）